# Oligomyrmex armatus
Oligomyrmex armatus är en myrart som först beskrevs av Horace Donisthorpe 1948.  Oligomyrmex armatus ingår i släktet Oligomyrmex och familjen myror. Inga underarter finns listade i Catalogue of Life.